# الحاج أذن خير
الحاج أذن خير أو أوزون حجي (بالأوارية: СалтӀаса Узун ХӀажи)؛ (1848 - 30 مارس 1920) قائد سياسي وديني وعسكري آفاري في شمال القوقاز، أمير إمارة شمال القوقاز وعضو برلمان الجمهورية الجبلية.
مشارك نشط في الحرب الأهلية 1917-1922 بالإمبراطورية الروسية سابقا، وخلال فترة الاضطرابات العسكرية في الإمبراطورية قام ببناء دولة إمارة شمال القوقاز التي كانت تضم داغستان والشيشان والتي سقطت بوفاته في عام 1920.

## السيرة

### الطفولة
ولد أذن خير في قرية سالطه الأوارية الجبلية في داغستان عام 1848 لعائلة فلاح. درس منذ السن السابعة على يد علماء داغستان المشهورين في وقته ثم ارتحل إلى الأراضي الإمبراطورية العثمانية لدراسة العلوم الشرعية بعمق على علمائها. كان طالب موهوبا ومجتهدا. حج عدة مرات.
لقب أوزون باللغة الكموكية يعني "طويل القامة" فاشتهر به بسبب قصر قامته.

### المنفى
بعد أن أصبح شخصية دينية موثوقة ومعروفة، شارك الحاج أذن خير في الانتفاضة المناهضة للحكم الروسي في داغستان والشيشان عام 1877، والتي تعرف بـ "الغزوة الصغرى"، بعد ذلك ألقي القبض عليه وفي عام 1878 أُرسل إلى المنفى بمقاطعة سمارة لمدة 7 سنوات، وبعد مضي 4 أعوام تمكن من الهروب والعودة إلى الوطن.
ففي عام 1910 م تم اعتقاله مرة أخرى وذلك بسبب قيامه ببناء مسجد في قريته دون تصريح من السلطات المحلية، فحكم عليه بالإقامة الجبرية، وبعدها نُقل إلى تيمير خان شورى لمدة عام ومن هناك أرسل سيرا على الأقدام إلى مدينة أستراخان التي تبعد 504 كم. واستطاع بعد مرور عام واحد بالهروب مرة أخرى وذهب بعد ذلك لأداء فريضة الحج؛ وفي طريق العودة إلى داغستان استقر في بلدة نوجاي يورت بالشيشان حيث اختبأ بجبالها.

### الثورة
بعد ثورة فبراير عام 1917، عُفي عن الحاج أذن خير واستطاع أن يعود إلى داغستان ويشارك بنشاط في الحياة السياسية لشمال القوقاز، وترويج أفكار تطبيق الشريعة الإسلامية. كان الشيخ أحد مؤسسي اللجنة الوطنية الإسلامية الداغستانية التي بادرت فور التأسيس إلى إجراء استفتاء حول إدخال شكل الحكم الشرعي في داغستان، ونتيجة ذلك وافقت جميع المجتمعات القروية في داغستان على إدخال الحكم الشرعي.
عمل الحاج أذن خير عضوًا في برلمان الجمهورية الجبلية، وكان يمارس في خطاباته ضغوطًا على الحكومة مطالبًا إياها بتقارير حول كيفية إنفاق القرض الذي حصل عليها الحكومة الداغستانية من حكومة أذربيجان الديمقراطية.
شارك الشيخ الحاج أذن خير في مؤتمر شعوب الجبال في قرية أندي الداغستانية في أغسطس 1917. وبمبادرة منه صدر قرار بشأن قضية الأراضي:
1. إعادة جميع أراضي داغستان التي كانت تحت تصرف الحكومة القيصرية إلى شعب داغستان.
2. نقل التصرف بمياه بحر قزوين الواقعة ضمن حدود داغستان، إلى الشعب الداغستاني باعتبارها ملكية غير قابلة للتصرف.
3. نقل ملكية جميع أراضي البيكاوات إلى شعب داغستان.
4. استرجاع الأراضي التي ملكها البيكاوات لبعض الأشخاص ووضعها تحت تصرف الشعب الداغستاني.
5. شراء الأراضي التي باعها البيكاوات لبعض الأشخاص بتكلفتها ونقلها إلى تصرف الشعب.

بحلول الصيف عام 1917 بدأت في داغستان عملية نقل المدارس إلى برامج التعليم الوطني، حيث نشط الحاج أذن خير ووقف على تعريب التعليم واعتماد القموقية (إحدى لغات أتراكية التي يتحدث بها شعب القمومق في داغستان) كلغة تخاطب بين شعوب داغستان. وكانت في مدارس داغستان لغة الأم هي لغة التدريس، وكانت تدرس مادة الثقافة الإسلامية من الصف الأول، ودراسة العربية من الصف الثالث، والأتراكية تدرس في الصفوف العليا بالمدارس الابتدائية.
بعد انسحاب الحاميات الروسية من حصون داغستان، استولى فرقة أذن خير على بلدة غونيب، ونزعوا السلاح وطردوا رئيس الحامية العقيد حاجييف المعين من قبل اللجنة التنفيذية في داغستان، وسرعان ما أعاد الشيخ الحاج أذن خير قلعة غونيب إلى سلطة اللجنة التنفيذية.
وفي 9 يناير 1918 اجتاح نجم الدين الحزي والحاج أذن خير بجيش يتراوح عدده بين 6 و10 آلاف مقاتل مدينة تيمير خان شورى — عاصمة داغستان آنذاك، حيث أعلن في اليوم التالي نجم الدين الحزي إماماً لداغستان، القرار الذي ألغاه المندوبون في مؤتمر داغستان الإقليمي الثالث بأعلبية الأصوات في 12 يناير.
في ديسمبر 1917 وأوائل 1918 وقع اشتباك عنيف هز الشيشان بأكملها في غروزني بين شيشانيين بقيادة دينيه أرسانوف والقوزاق. وفي فبراير/شباط عمل الحاج أذن خير وسيطا بين الشيشانيين والروس لوقف الاشتباكات.
شكل الشيخ الحاج أذن خير وأنصاره قوة عسكرية سياسية خطيرة. في 1917-1918 هاجمت مفرزة أذن خير منطقة خاسافيورت التي تمركزت القوات الروسية فيها فألحقت أضرار بالغة بعديد من المستوطنات ومدينة خاسافيورت نفسها.

## الحرب الأهلية

### القتال ضد البلاشفة

قوات الحاج أذن خير ونجم الدين الحزي في تيمير خان شورى، يناير 1918
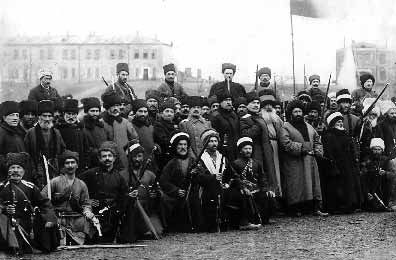
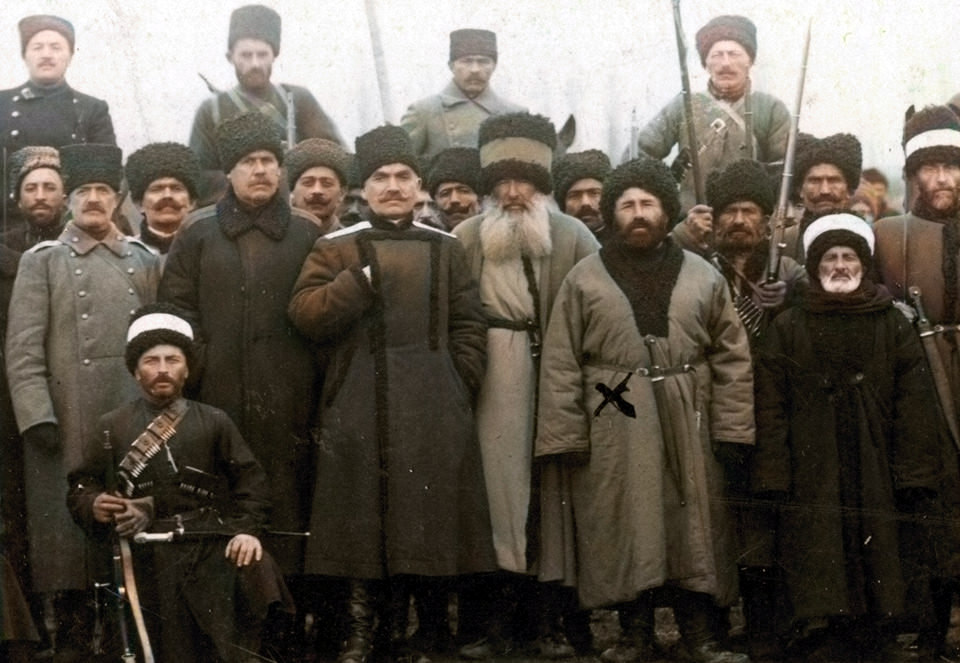
من اليمين إلى اليسار: الحاج أذن خير، نجم الدين الحزي (مشار إليه بعلامة +)، الحاج سراج الدين، ميكائيل خليلوف ودانيال أباشيف
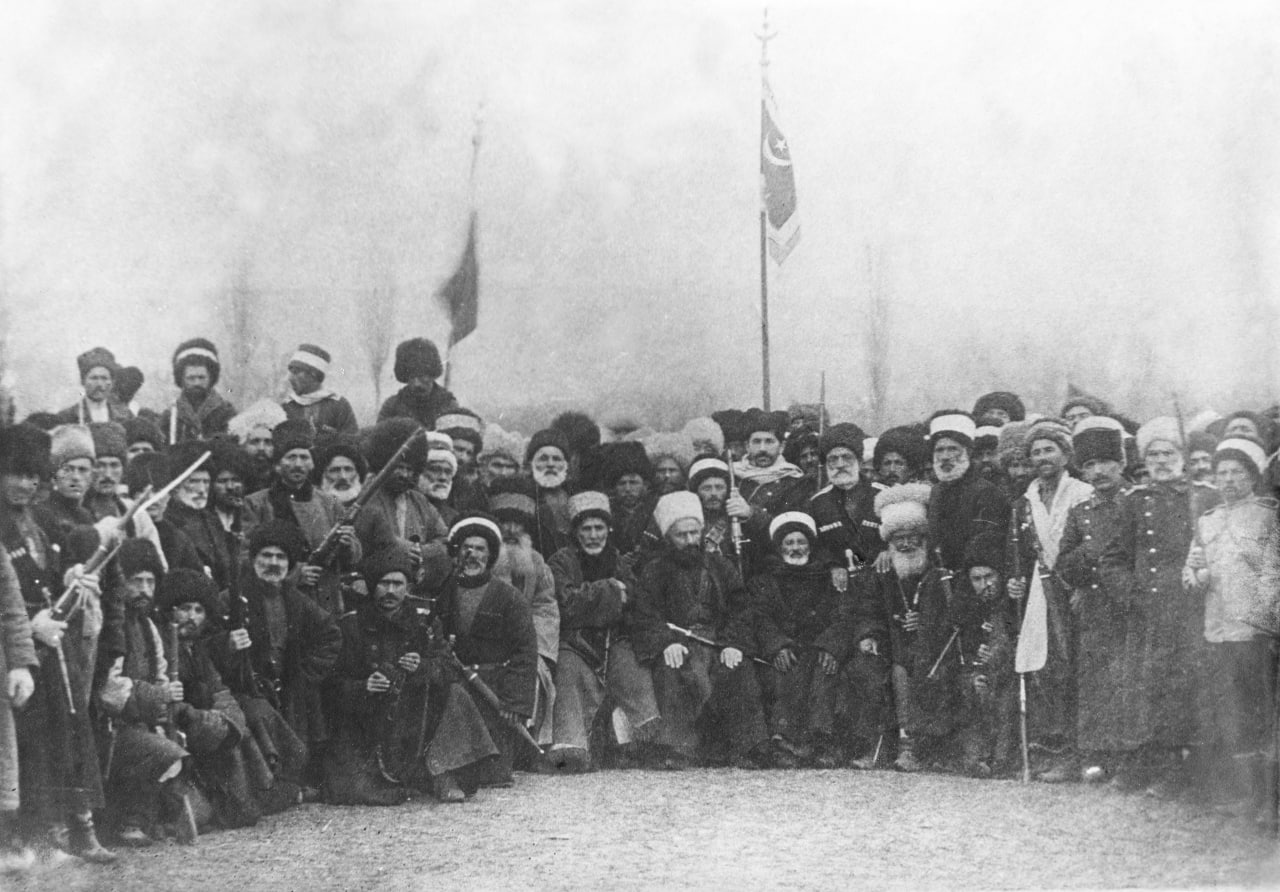

بدأ أتباع الحاج أذن خير بالمشاركة في اشتباكات عنيفة مع القوزاق وكذلك المستوطنين الروس في داغستان ومنطقة تيريك، وفي مارس 1918، بدأت المعركة ضد وحدات الجيش الأحمر.
في مايو، اتحدت مفارز كل من: الحاج أذن خير ونجم الدين الحزي وكاتماز علي خانوف وقرروا استعادة تيمير خان شورى من البلاشفة، وبدأ الهجوم من ثلاثة اتجاهات - أراكاني (الاتجاه الرئيسي)، تْشِيرْ- يُورْتْ وغَازِي―قُمُوق تْسُودَخَارْ، التي عُهد بها إلى الحاج أذن خير. فأخذ الشيخ غَازِي―قُمُوق لكنه فشل في تجاوز تْسُودَخَارْ، لأن الشيخ علي حجي الأقوشي، الذي كان يسيطر على ناحية دارجين، رفض مع شعبه السماح له بالمرور، وأرسل وفداً إلى الحاج أذن خير أربع مرات لإقناعه بالتخلي عن فكرة اجتياح المدينة والعودة، ولكن تم رفض الاقتراح في جميع المرات، إلا أن الشيخ علي حجي الأقوشي رفض أن يسمح لهم بالعبور مما اضطر إلى انسحاب قوات الحاج أذن خير والعودة إلى غونيب حقنا لدماء المسلمين.
في 19 يونيو، استولى الحاج أذن خير مع مفرزة نجم الدين الحزي على بلدة قَدَارْ واقتربوا من دُرْغِيلِي، لكن سرعان ما تم طرد المفارز إلى خونزاخ.
استمرت الاشتباكات بين البلاشفة ومفارز الحاج أذن خير ونجم الدين الحزي إلى أن دخل لازار بيشراخوف بمفرزته داغستان قادما من معركة باكو في شهر أغسطس، الذي حرر داغستان من البلاشفة بحلول شهر أكتوبر. في 6 نوفمبر دخلت قوات التركية داغستان وشنت هجومًا على قوات بيشيراخوف التي أُجبرت لاحقًا على الخروج من داغستان. في 7 نوفمبر تم الاستيلاء على بتروفسك وعززت سلطة حكومة الجبال.
انتقد الحاج أذن خير زعماء الجمهورية الجبلية لتقاربهم مع دول الوفاق وطالب بانسحاب القوات البريطانية من داغستان.

### الحاج أذن خير إماما
نتيجة مؤتمر كبير الذي انعقد في شهر مايو عام 1919 في بلدة بوتليخ تم تجريد الإمام نجم الدين من لقب الإمام وانتُخب الحاج أذن خير خلفا له إمامًا لداغستان والشيشان، واختير فيدينو مقرًا له، ومن هناك أصدر الإمام الجديد أمرا يدعو فيه مسلمي شمالي القوقاز للجهاد ضد الحرس الأبيض.
جيش الحاج أذن خير الموحٌد والجاهز للقتال في أي لحظة كان يهدد المصير المستقبلي للسلطة البلشفية في شمال القوقاز. بحسب الحرس الأبيض كان جيش الإمام يتألف من 700 مقاتل في منتصف صيف عام 1919. كما كتب دينيكين فأنه خلال الانتفاضة الكبرى في أغسطس 1919، زادت قوات الحاج أذن خير إلى 1500 مقاتل بأربع مدافع، وبعد التعبئة وصل عدد القوات إلى 4-5 آلاف مقاتل.